# 三木富雄
三木 富雄（みき とみお、1937年（昭和12年）1月18日 - 1978年（昭和53年）2月15日）は、東京都出身の彫刻家。人間の耳をモチーフにした彫刻を多数制作したことで知られる。

## 来歴
東京生まれ。東京公衆衛生技術学校（現 窪田理容美容専門学校）卒。その後、中央美術学園通信教育部に入学し1958年の読売アンデパンダン展に出品、1963年の個展で最初の「耳」シリーズの作品を発表する。アルミニウムや真鍮で鋳造された人間の耳を模倣した作品で知られた。1978年、京都の友人宅にて41歳で急死した。合田佐和子は妻、その娘に合田ノブヨがいる。

## 受賞歴
- 1964年、「現代日本美術展」(東京都美術館・コンクール賞受賞)
- 1965年、「現代美術の動向」展（国立近代美術館京都分館 現:京都国立近代美術館）
- 1967年、パリ青年ビエンナーレ（アンドレ・シュス夫人賞受賞）

## 主な個展
- 個展（南画廊）1979～88年
- 回顧展（79・82・88年　見嶋画廊
- ギャラリー・ところ　1980年
- 「三木富雄展」（福岡市美術館）1981年
- 個展　（鎌倉画廊　東京）1986年
- 回顧展（東京都渋谷区立松涛美術館）1992年

## 主な写真集・図録
- 『The ear no.1001 : 浅岡慶子+三木富雄』（国立国際美術館、1992年）
- 『三木富雄 : 特別展』（渋谷区立松濤美術館、1992年）